# Belton, Missouri
Belton är en stad (city) i Cass County i delstaten Missouri i USA. Staden hade 23 953 invånare, på en yta av 37,07 km² (2020).